# Vít Alexander Schorm
Vít Alexander Schorm (* 26. března 1973 Brno) je český právník, od listopadu 2022 zástupce veřejného ochránce práv.

## Život
Vystudoval Právnickou fakultu Masarykovy univerzity v Brně, kde roku 2000 získal titul doktora práv. Během studií absolvoval studijní program na pařížské Sorbonně, kde v roce 1998 získal diploma of advanced studies, public comparative law of European States. Působil jako poradce předsedy Nejvyššího soudu Otakara Motejla (1996–1998), vedoucí kanceláře místopředsedy vlády Pavla Rychetského (1998–2000) a vládní zmocněnec pro zastupování České republiky před Evropským soudem pro lidská práva ve Štrasburku (od 2002).
V říjnu 2022 byl zvolen zástupcem veřejného ochránce práv, nahradil Moniku Šimůnkovou. Do funkce jej zvolili poslanci už v prvním kole tajné volby, kdy získal 82 hlasů od 160 přítomných poslanců (tj. o jeden více, než bylo třeba ke zvolení). Oficiální slib složil do rukou předsedkyně Poslanecké sněmovny PČR Markéty Pekarové Adamové dne 1. listopadu 2022 a tím začalo jeho funkční období.
Hovoří vedle češtiny také anglicky, francouzsky a španělsky. Rád chodí po horách a fotografuje.